# Psilopa bornholmi
Psilopa bornholmi är en tvåvingeart som beskrevs av Becker 1926. Psilopa bornholmi ingår i släktet Psilopa och familjen vattenflugor. Arten är reproducerande i Sverige. Inga underarter finns listade i Catalogue of Life.